# مكشاف التيار الكهربائي
مكشاف التيار الكهربائي (بالإنجليزية: rheoscope)‏ هو أداة لتحديد وقياس التيارات، مثل تيارات الموائع أو التيارات الكهربية.
يستخدام مكشاف التيار الكهربائي لمراقبة وقياس تشوه خلايا الدم تخضع لمستويات مختلفة من إجهاد القص السائل.